# Крымскотатарское войско
Крымскотатарское войско — условное название военных формирований, созданных из жителей Крымского полуострова после присоединения Крыма к Российской империи (1783).

## История

### Таврическое национальное войско (дивизионы)
По указу императрицы Екатерины II от 1 марта 1784 года из местного населения было сформировано пять крымскотатарских дивизионов (в составе каждого — семь офицеров и 200 нижних чинов). Сначала создали три дивизиона, а в конце 1787 года их объединили в два под названием Таврическое национальное конное войско. В 1790 году было создано ещё четыре дивизиона и все вместе были направлены на границу с Речью Посполитой в период Второго и Третьего раздела Речи Посполитой. В течение 1792—1796 годов их расформировали.

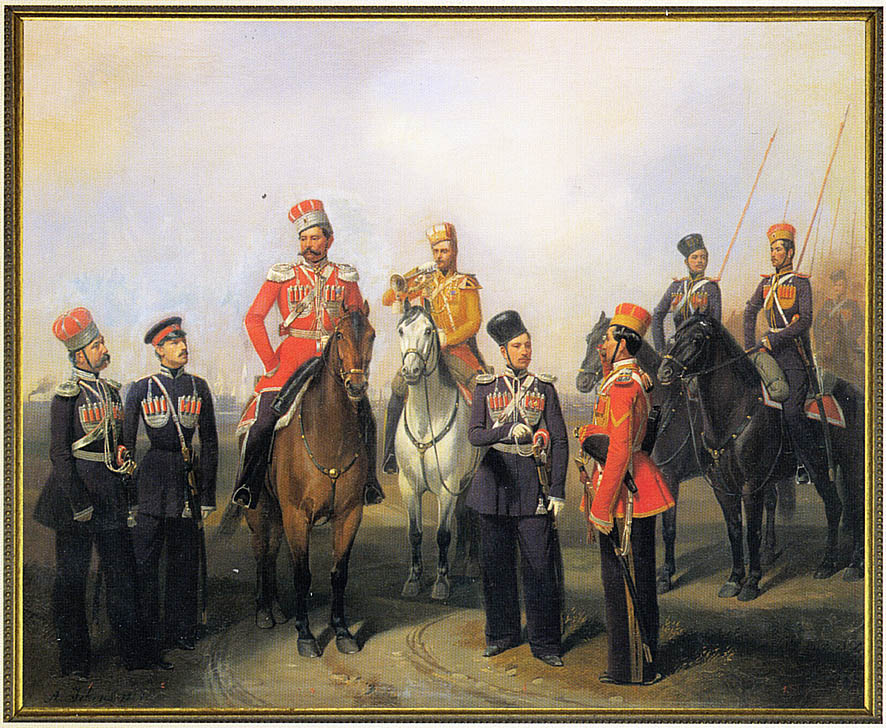
Гебенс, Адольф Иванович. Группа чинов Крымско-Татарского эскадрона. 1858 год

### Конные полки ополчения
В 1807—1808 годах по инициативе крымских татар, желавших содержать на собственные средства ополчение, были сформированы четыре конных полка: Симферопольский, Перекопский, Евпаторийский, Феодосийский. Полки отправлены на границу с Пруссией. В 1812 году первые два полка вошли в состав 1-й Российской армии, Феодосийский — 2-й, Евпаторийский — 3-й. Последний не принимал активного участия в Отечественной войне 1812 года из-за нехватки оружия, а Перекопский и Симферопольский участвовали в битвах под Смоленском, Можайском, Бородино, Малоярославцем, Тарутино; Феодосийский воевал под Кобрином, Пружанами, участвовал в сражении под Городечно. После окончания заграничного похода русской армии 1813—1814 годов полки расформировали.

### Лейб-гвардии крымскотатарский эскадрон

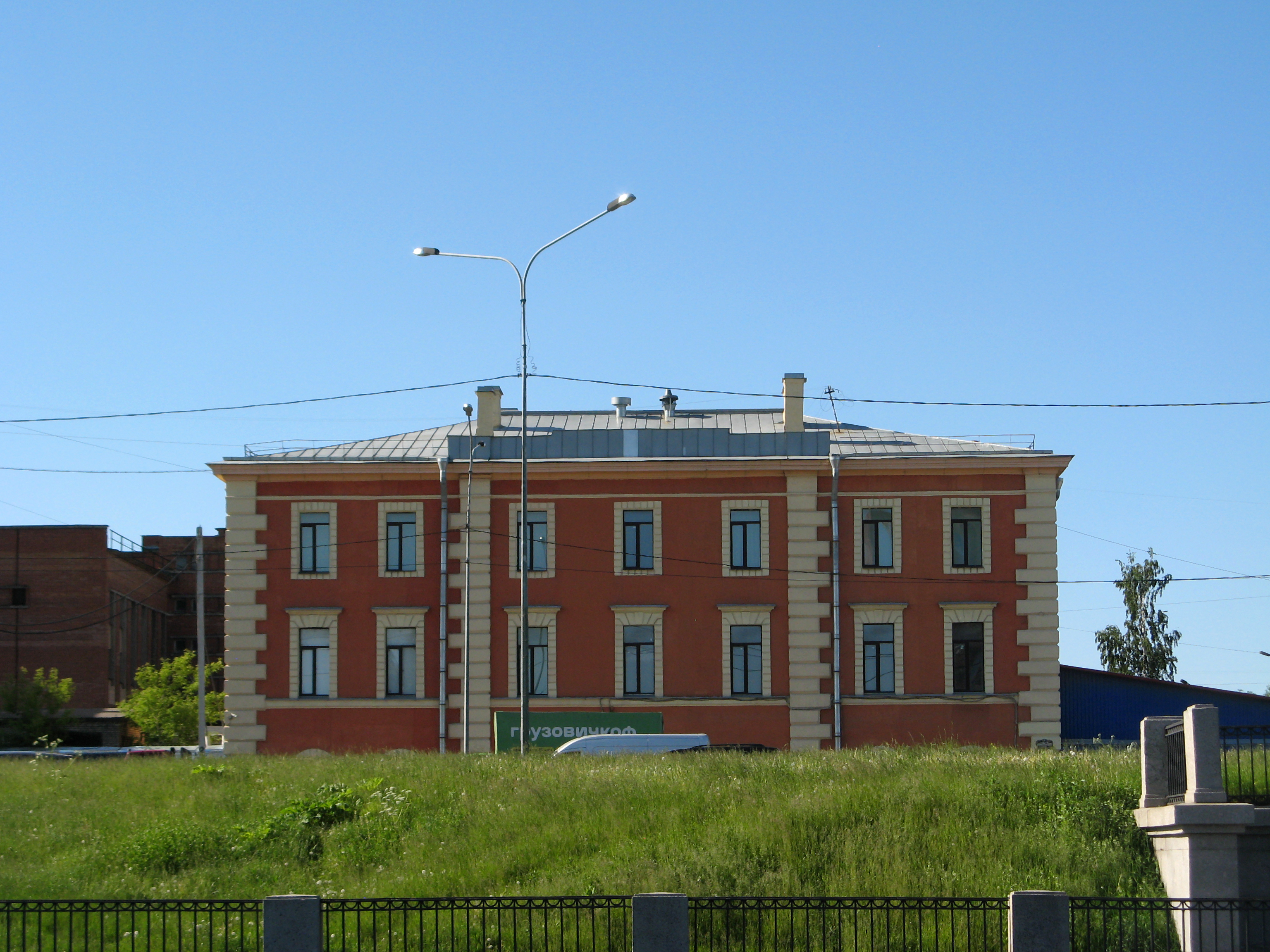
Здание комплекса казарм лейб-гвардии Казачьего полка. Офицерский корпус Крымско-татарского эскадрона на набережной Обводного канала работы архитекторов И. Д. Черника и А. П. Гемилиан 1840—1846 годов. Санкт-Петербург, улица Атаманская, 6, литера Д

Князь, генерал-майор Кая-бей Балатуков выступил инициатором создания крымскотатарского гвардейского эскадрона (по образцу Донского и Уральского казачьих), на что получил благоволение императора Александра I, с которым встречался во время посещения монархом Крыма в 1825 году.
В 1826 году вышел «Высочайший приказ» о формировании лейб-гвардии крымскотатарского эскадрона. По штату в нём состояло: 1 полковник, 9 обер-офицеров, 24 унтер-офицера, 4 трубача и 192 рядовых. Эскадрон был разделен на три части (две находились постоянно на службе в Петербурге). Срок службы нижним чинам был назначен 15-летний (из них 9 лет «на службе», а 6 — «на льготе»). Всё содержание во время сбора, снаряжение людей на службе одеждой и лошадьми были отнесены на счёт крымскотатарского общества, вследствие чего всё татарское население Крыма облагалось налогом по 17 коп. с человека в год. Содержание во время пути на службу и в Петербурге производилось за счёт государственной казны Российской империи. От казны получали денежное содержание: унтер-офицеры по 54 рубля, рядовые по 37 рублей серебром в год.
Обмундирован включало куртки и шаровары синего сукна для повседневной формы. Парадная форма представляла куртку красного сукна с 4 газырями на груди, кругом обшитыми жёлтым гвардейским басоном, у офицеров — галуном. Кивера были «старо-мурзацкого образца шапок», также обшитые вдоль и поперек басоном, у офицеров — галуном. Солдаты были вооружены пикой, саблей и пистолетом.
В 1827 году из татар, которые имели боевые награды за прежнюю военную службу, сформировали лейб-гвардии крымскотатарский эскадрон, который был причислен к лейб-гвардии казачьего полка. Генерал-майор Кая-бей Балатуков умер, командиром стал его брат полковник Адиль-бей Балатуков.
В составе этого полка эскадрон участвовал в осаде Варны (Болгария) во время Русско-турецкой войны 1828—1829 годов. Впоследствии его разделили на две части, каждая из которых имела четыре взвода. Одна часть находилась в лейб-гвардии казачьем полку на службе в Санкт-Петербурге, другая — в Крыму. Низшие чины эскадрона служили 15 лет: один год в Крыму, а 4 года — в Санкт-Петербурге, и так три раза. Во время Крымской войны 1853—1856 годов одна часть эскадрона несла службу на побережье Балтийского моря, а вторая — принимала участие в боях в Крыму.
Льготная часть эскадрона Крымскотатарского эскадрона таким образом сразу оказалась на главном театре Крымской войны, где под командованием ротмистра Омер-бея Балатукова участвовала в боевых действиях против англо-французско-турецких войск на реке Черной в отряде генерал-лейтенанта И. Рыжова. В ночь на 25 сентября регулярная кавалерия, переправившись через Чёрную речку, поднималась на Федюхины высоты. Шедший впереди Лейхтенбергских гусар крымскотатарский эскадрон атаковал неприятельские аванпосты, отбросил их и захватил в плен разъезды английских драгун (одного офицера и пять нижних чинов). Командующий русскими войсками в Крыму князь А. С. Меншиков за этот подвиг наградил знаком отличия военного ордена унтер-офицера Сеитшу Балова и рядовых Селима Абульхаирова и Молладжана Аметова.
На донесение князя Меншикова об этом российский император Николай I в своем ответном письме князю 3 октября писал: «Рад, что гвардейские татары имели случай показать себя, и ты хорошо сделал, что наградил их».
26 мая 1863 года эскадрон был ликвидирован, а вместо него в составе Собственного Его Величества Александра II конвоя сформирована команда лейб-гвардии крымских татар.
В дальнейшем в составе различных формирований, под разными названиями крымскотатарское войско просуществовало до начала XX века, участвовало в Русско-турецкой войне 1877—1878 годов, выполняло другую военную службу.
Его наследником считается Крымский конный полк, который дислоцировался в Симферополе.